# Cadeia de crateras

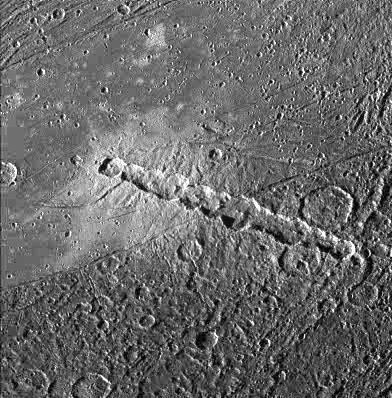
Enki Catena, uma cadeia de crateras em Ganimedes. Esta imagem cobre uma área de aproximadamente 190 km.

Uma cadeia de crateras é uma linha de crateras ao longo da superfície de um corpo celeste. O termo descritor para cadeia de crateras é catena (catenae, no plural), como especificado pelas regras de nomenclatura planetária da União Astronômica Internacional.
As cadeias de crateras são causadas pelo impacto de um corpo que foi quebrado pelas forças de maré em vários fragmentos que seguem a mesma órbita. Durante as missões do programa Voyager, foram identificadas 13 cadeias de crateras em Calisto e três em Ganimedes.
As cadeias de crateras vistas na Lua geralmente estão ligadas a uma cratera principal, e elas provavelmente foram causadas por impactos secundários.